# Matorova
Matorova är en kulle i Finland.   Den ligger i den ekonomiska regionen  Fjäll-Lappland  och landskapet Lappland, i den norra delen av landet, 900 km norr om huvudstaden Helsingfors. Toppen på Matorova är 371 meter över havet, eller 71 meter över den omgivande terrängen. Bredden vid basen är 1,8 km. Matorova ligger vid sjön Pallasjärvi.
Terrängen runt Matorova är platt österut, men västerut är den kuperad.  Trakten runt Matorova är nära nog obefolkad, med mindre än två invånare per kvadratkilometer. Det finns inga samhällen i närheten. 